# Ивакин, Валентин Гаврилович
Валенти́н Гаври́лович Ива́кин (26 марта 1930, Урюпинск, РСФСР, СССР — 24 ноября 2010, Москва, Москва) — советский футболист, вратарь. Мастер спорта СССР (1957), Заслуженный тренер России, Заслуженный работник физической культуры.

## Карьера

### Клубная
Валентин Ивакин начал карьеру в 1946 году в клубе «Пищевик» (Урюпинск), который относился к спортивному обществу «Спартак». В эту команду Ивакин попал благодаря отцу, работавшему на местном консервном заводе. В 1950 году его забрали в армию, он служил в ВДВ в Каунасе, одновременно играя за местную команду, участвовавшую в турнире команд ВДВ. После окончания службы Ивакин перешёл в клуб «Дом офицеров» из Риги, руководители которого заметили футболиста во время игры за команду ВДВ, а затем в «Даугаву».
В 1954 году Ивакиным заинтересовались два клуба — ЦДСА и ленинградский «Зенит». Съездив на сборы с «Зенитом», Ивакин предпочёл перейти в ЦДСА. Там он провёл два сезона, сыграв лишь в двух матчах основного состава; большую часть игр Валентин проводил в дубле «армейцев».

Физически сильный, хорошо координированный голкипер, играл надёжно и стабильно.—  Энциклопедия «Российский футбол за 100 лет». Октябрь 1997 года.
22 июня 1957 года Валентин Ивакин и Николай Паршин (будучи игроками команды «Спартак» Москва) выступали за команду «Крылья Советов» (Куйбышев) в международном товарищеском матче против бразильской команды «Баия» из города Сан-Сальвадор.
В 1957 году по приглашению Николая Петровича Старостина стал игроком московского «Спартака». В первом сезоне он начал конкурировать за место в основном составе с Владиславом Тучкусом и к концу года вытеснил того из основного состава команды. Выступал за «Спартак» 6 лет, выиграл с клубом два чемпионата СССР и один Кубок страны. В 1962 году в команду перешёл Владимир Маслаченко, который быстро вытеснил Ивакина из состава «красно-белых».

Мы с ним вместе играли — прошли огонь, воду и медные трубы. Помню, как в 1958 году «Спартак» сделал золотой «дубль» — выиграл чемпионат и Кубок страны. В этом большая заслуга Валентина. 
Никита Симонян

Во время выступления за «Спартак» 3 октября 1959 года провёл один матч за сборную СССР, в котором советские футболисты обыграли Китай 1:0.
В 1963 году перешёл в «Шинник», куда его позвал Анатолий Акимов. Там, спустя 4 года, завершил свою игровую карьеру.

### Тренерская
Завершив карьеру игрока, остался в футболе, работая начальником команд «Шинник» (1968) и ФШМ (1981—1984). Затем был помощником главного тренера в ФШМ, главным тренером рязанского «Спартака», помощником в юношеских сборных РСФСР и СССР.
С 1986 по 2008 год работал в СДЮШОР «Спартак» (Москва), воспитав несколько игроков, включая Александра Ширко, Дмитрия и Кирилла Комбаровых, и Сергея Паршивлюка. Уйти из СДЮШОР его заставил заместитель генерального директора клуба по детско-юношескому развитию Андрей Полищук, уволивший большую часть тренерского состава футбольной школы.
Скончался в ночь на 24 ноября 2010 года. 27 ноября состоялась траурная панихида по случаю его кончины. Похоронен в Москве на Троекуровском кладбище.

## Личная жизнь
Ивакин был женат на Ольге Владимировне, дочери волейболиста Владимира Щагина. У них был сын, Андрей.

## Память
В Урюпинске именем Валентина Ивакина назван Центральный стадион.

## Достижения
- Чемпион СССР: 1958, 1962
- Обладатель Кубка СССР: 1958